# Rastrové písmo

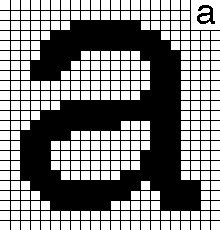
Rastrové vyjádření písmene a

Rastrové písmo je v rámci typografie a počítačové grafiky označení pro takovou rodinu písma, která má jednotlivá písmena vyjádřena rastrovou grafikou. 
Použití těchto druhů písma je na počítačích typické pro uživatelské rozhraní v textovém režimu, zatímco v moderní době častější grafické uživatelské rozhraní obvykle využívá vektorová písma vyjadřující písma pomocí vektorové grafiky. Dále se rastrová písma používají například na displejích kalkulaček (není-li použito segmentového displeje) a podobných přístrojů s maticovým displejem s nízkým rozlišením, tedy například na displejích autorádií nebo hloupých telefonů.